# Taza (Maroko)
Taza (ar. تازة) – miasto w północnym Maroku, ośrodek administracyjny prowincji Taza w regionie administracyjnym Taza-Husajma-Taunat, w obniżeniu Brama Tazy między pasmami Ar-Rif i Atlasu Średniego. Około 152,8 tys. mieszkańców.

## Historia
Jest to jedno z najstarszych miast Maroka. W przeszłości, pod panowaniem dynastii Almohadów, Marynidów i Alawitów Taza odgrywała rolę strategicznego miasta obronnego, stojącego na straży przejścia przez góry od wschodu. Przez Bramę Tazy przechodziły wojska wielu plemion i władców kolejnych dynastii, aż do 1914 roku, kiedy Taza dostała się pod panowanie Francuzów.

## Gospodarka
W mieście rozwinął się przemysł skórzany oraz włókienniczy. Ośrodek turystyczny.

## Medyna
Współczesne miasto, tak jak wiele innych miast Maroka, dzieli się wyraźnie na dwie części - starą medynę oraz kolonialną ville nouvelle. W obrębie medyny zachował się XII-wieczny Meczet Andaluzyjski wraz z marynidzką medresą Abu al-Hassana oraz wzniesiony przez sułtana Abd al-Mumina Wielki Meczet Targowy (Dżamaa as-Suk), będący prawdopodobnie najstarszą istniejącą konstrukcją Almohadów. Od północnej strony medynę zamyka zabytkowa brama Bab ar-Rih ("Brama Wiatru"), będąca - podobnie jak większa część otaczających medynę murów obronnych - doskonałym przykładem architektury epoki Almohadów.
W starej części miasta znajdują się także ruiny rezydencji Bu Hamary - pretendenta do marokańskiego tronu z początku XX wieku.

## Miasta partnerskie
- Dole
- Srebrenica
- Haga, Holandia[3]